# Эхо (шахматы)
Э́хо (англ. echo), в шахматах и шахматной композиции — несколько (две или более) позиций, комбинаций, манёвров, симметричных относительно друг друга полностью или частично. Может служить в качестве темы в задаче или этюде.
- Эхо-маты, эхо-паты (англ. echo mates, echo stalemates) — матовые или патовые финалы в задаче (этюде), в которых расположение фигур повторяется при нахождении атакуемого короля на полях одного и того же цвета.
- Эхо-хамелеонные маты, эхо-хамелеонные паты (англ. chameleon echo mates, chameleon echo stalemates) — матовые или патовые финалы в задаче (этюде), в которых расположение фигур повторяется при нахождении атакуемого короля на полях разного цвета.
- Ортогонально-диагональное эхо (англ. orthogonal-diagonal echo) — сдвиг тактических комбинаций, манёвров, с ортогонали (фронтали, то есть горизонтали или вертикали) на диагональ или наоборот, с диагонали на ортогональ.
- Точное эхо (англ. exact echo) — эхо, в котором принимают участие все без исключения фигуры сторон.

## Примеры
|   | a | b | c | d | e | f | g | h |   |
| - | --- | --- | --- | --- | --- | --- | --- | --- | - |
| 8 | g7 белая пешка · e6 чёрная пешка · a5 чёрный король · c5 белый король · e5 белая пешка · h5 белая ладья · g3 белая пешка | g7 белая пешка · e6 чёрная пешка · a5 чёрный король · c5 белый король · e5 белая пешка · h5 белая ладья · g3 белая пешка | g7 белая пешка · e6 чёрная пешка · a5 чёрный король · c5 белый король · e5 белая пешка · h5 белая ладья · g3 белая пешка | g7 белая пешка · e6 чёрная пешка · a5 чёрный король · c5 белый король · e5 белая пешка · h5 белая ладья · g3 белая пешка | g7 белая пешка · e6 чёрная пешка · a5 чёрный король · c5 белый король · e5 белая пешка · h5 белая ладья · g3 белая пешка | g7 белая пешка · e6 чёрная пешка · a5 чёрный король · c5 белый король · e5 белая пешка · h5 белая ладья · g3 белая пешка | g7 белая пешка · e6 чёрная пешка · a5 чёрный король · c5 белый король · e5 белая пешка · h5 белая ладья · g3 белая пешка | g7 белая пешка · e6 чёрная пешка · a5 чёрный король · c5 белый король · e5 белая пешка · h5 белая ладья · g3 белая пешка | 8 |
| 7 | g7 белая пешка · e6 чёрная пешка · a5 чёрный король · c5 белый король · e5 белая пешка · h5 белая ладья · g3 белая пешка | g7 белая пешка · e6 чёрная пешка · a5 чёрный король · c5 белый король · e5 белая пешка · h5 белая ладья · g3 белая пешка | g7 белая пешка · e6 чёрная пешка · a5 чёрный король · c5 белый король · e5 белая пешка · h5 белая ладья · g3 белая пешка | g7 белая пешка · e6 чёрная пешка · a5 чёрный король · c5 белый король · e5 белая пешка · h5 белая ладья · g3 белая пешка | g7 белая пешка · e6 чёрная пешка · a5 чёрный король · c5 белый король · e5 белая пешка · h5 белая ладья · g3 белая пешка | g7 белая пешка · e6 чёрная пешка · a5 чёрный король · c5 белый король · e5 белая пешка · h5 белая ладья · g3 белая пешка | g7 белая пешка · e6 чёрная пешка · a5 чёрный король · c5 белый король · e5 белая пешка · h5 белая ладья · g3 белая пешка | g7 белая пешка · e6 чёрная пешка · a5 чёрный король · c5 белый король · e5 белая пешка · h5 белая ладья · g3 белая пешка | 7 |
| 6 | g7 белая пешка · e6 чёрная пешка · a5 чёрный король · c5 белый король · e5 белая пешка · h5 белая ладья · g3 белая пешка | g7 белая пешка · e6 чёрная пешка · a5 чёрный король · c5 белый король · e5 белая пешка · h5 белая ладья · g3 белая пешка | g7 белая пешка · e6 чёрная пешка · a5 чёрный король · c5 белый король · e5 белая пешка · h5 белая ладья · g3 белая пешка | g7 белая пешка · e6 чёрная пешка · a5 чёрный король · c5 белый король · e5 белая пешка · h5 белая ладья · g3 белая пешка | g7 белая пешка · e6 чёрная пешка · a5 чёрный король · c5 белый король · e5 белая пешка · h5 белая ладья · g3 белая пешка | g7 белая пешка · e6 чёрная пешка · a5 чёрный король · c5 белый король · e5 белая пешка · h5 белая ладья · g3 белая пешка | g7 белая пешка · e6 чёрная пешка · a5 чёрный король · c5 белый король · e5 белая пешка · h5 белая ладья · g3 белая пешка | g7 белая пешка · e6 чёрная пешка · a5 чёрный король · c5 белый король · e5 белая пешка · h5 белая ладья · g3 белая пешка | 6 |
| 5 | g7 белая пешка · e6 чёрная пешка · a5 чёрный король · c5 белый король · e5 белая пешка · h5 белая ладья · g3 белая пешка | g7 белая пешка · e6 чёрная пешка · a5 чёрный король · c5 белый король · e5 белая пешка · h5 белая ладья · g3 белая пешка | g7 белая пешка · e6 чёрная пешка · a5 чёрный король · c5 белый король · e5 белая пешка · h5 белая ладья · g3 белая пешка | g7 белая пешка · e6 чёрная пешка · a5 чёрный король · c5 белый король · e5 белая пешка · h5 белая ладья · g3 белая пешка | g7 белая пешка · e6 чёрная пешка · a5 чёрный король · c5 белый король · e5 белая пешка · h5 белая ладья · g3 белая пешка | g7 белая пешка · e6 чёрная пешка · a5 чёрный король · c5 белый король · e5 белая пешка · h5 белая ладья · g3 белая пешка | g7 белая пешка · e6 чёрная пешка · a5 чёрный король · c5 белый король · e5 белая пешка · h5 белая ладья · g3 белая пешка | g7 белая пешка · e6 чёрная пешка · a5 чёрный король · c5 белый король · e5 белая пешка · h5 белая ладья · g3 белая пешка | 5 |
| 4 | g7 белая пешка · e6 чёрная пешка · a5 чёрный король · c5 белый король · e5 белая пешка · h5 белая ладья · g3 белая пешка | g7 белая пешка · e6 чёрная пешка · a5 чёрный король · c5 белый король · e5 белая пешка · h5 белая ладья · g3 белая пешка | g7 белая пешка · e6 чёрная пешка · a5 чёрный король · c5 белый король · e5 белая пешка · h5 белая ладья · g3 белая пешка | g7 белая пешка · e6 чёрная пешка · a5 чёрный король · c5 белый король · e5 белая пешка · h5 белая ладья · g3 белая пешка | g7 белая пешка · e6 чёрная пешка · a5 чёрный король · c5 белый король · e5 белая пешка · h5 белая ладья · g3 белая пешка | g7 белая пешка · e6 чёрная пешка · a5 чёрный король · c5 белый король · e5 белая пешка · h5 белая ладья · g3 белая пешка | g7 белая пешка · e6 чёрная пешка · a5 чёрный король · c5 белый король · e5 белая пешка · h5 белая ладья · g3 белая пешка | g7 белая пешка · e6 чёрная пешка · a5 чёрный король · c5 белый король · e5 белая пешка · h5 белая ладья · g3 белая пешка | 4 |
| 3 | g7 белая пешка · e6 чёрная пешка · a5 чёрный король · c5 белый король · e5 белая пешка · h5 белая ладья · g3 белая пешка | g7 белая пешка · e6 чёрная пешка · a5 чёрный король · c5 белый король · e5 белая пешка · h5 белая ладья · g3 белая пешка | g7 белая пешка · e6 чёрная пешка · a5 чёрный король · c5 белый король · e5 белая пешка · h5 белая ладья · g3 белая пешка | g7 белая пешка · e6 чёрная пешка · a5 чёрный король · c5 белый король · e5 белая пешка · h5 белая ладья · g3 белая пешка | g7 белая пешка · e6 чёрная пешка · a5 чёрный король · c5 белый король · e5 белая пешка · h5 белая ладья · g3 белая пешка | g7 белая пешка · e6 чёрная пешка · a5 чёрный король · c5 белый король · e5 белая пешка · h5 белая ладья · g3 белая пешка | g7 белая пешка · e6 чёрная пешка · a5 чёрный король · c5 белый король · e5 белая пешка · h5 белая ладья · g3 белая пешка | g7 белая пешка · e6 чёрная пешка · a5 чёрный король · c5 белый король · e5 белая пешка · h5 белая ладья · g3 белая пешка | 3 |
| 2 | g7 белая пешка · e6 чёрная пешка · a5 чёрный король · c5 белый король · e5 белая пешка · h5 белая ладья · g3 белая пешка | g7 белая пешка · e6 чёрная пешка · a5 чёрный король · c5 белый король · e5 белая пешка · h5 белая ладья · g3 белая пешка | g7 белая пешка · e6 чёрная пешка · a5 чёрный король · c5 белый король · e5 белая пешка · h5 белая ладья · g3 белая пешка | g7 белая пешка · e6 чёрная пешка · a5 чёрный король · c5 белый король · e5 белая пешка · h5 белая ладья · g3 белая пешка | g7 белая пешка · e6 чёрная пешка · a5 чёрный король · c5 белый король · e5 белая пешка · h5 белая ладья · g3 белая пешка | g7 белая пешка · e6 чёрная пешка · a5 чёрный король · c5 белый король · e5 белая пешка · h5 белая ладья · g3 белая пешка | g7 белая пешка · e6 чёрная пешка · a5 чёрный король · c5 белый король · e5 белая пешка · h5 белая ладья · g3 белая пешка | g7 белая пешка · e6 чёрная пешка · a5 чёрный король · c5 белый король · e5 белая пешка · h5 белая ладья · g3 белая пешка | 2 |
| 1 | g7 белая пешка · e6 чёрная пешка · a5 чёрный король · c5 белый король · e5 белая пешка · h5 белая ладья · g3 белая пешка | g7 белая пешка · e6 чёрная пешка · a5 чёрный король · c5 белый король · e5 белая пешка · h5 белая ладья · g3 белая пешка | g7 белая пешка · e6 чёрная пешка · a5 чёрный король · c5 белый король · e5 белая пешка · h5 белая ладья · g3 белая пешка | g7 белая пешка · e6 чёрная пешка · a5 чёрный король · c5 белый король · e5 белая пешка · h5 белая ладья · g3 белая пешка | g7 белая пешка · e6 чёрная пешка · a5 чёрный король · c5 белый король · e5 белая пешка · h5 белая ладья · g3 белая пешка | g7 белая пешка · e6 чёрная пешка · a5 чёрный король · c5 белый король · e5 белая пешка · h5 белая ладья · g3 белая пешка | g7 белая пешка · e6 чёрная пешка · a5 чёрный король · c5 белый король · e5 белая пешка · h5 белая ладья · g3 белая пешка | g7 белая пешка · e6 чёрная пешка · a5 чёрный король · c5 белый король · e5 белая пешка · h5 белая ладья · g3 белая пешка | 1 |
|   | a | b | c | d | e | f | g | h |   |

Решение:

1. Лf5! цугцванг,

1…Kpa4 2. Лf3 Kpa5 3. Лa3#,

1…Kpa6 2. Лf7 Kpa5 3. Лa7#.

Два эхо-манёвра с эхо-матами.
1…ef 2. g8Ф Kpa4 3. Фa2# или 2…Kpa6 3. Фa8#.

Ещё два эхо-мата.
Миниатюра с правильными матами.
|   | a                                                                                    | b                                                                                    | c                                                                                    | d                                                                                    | e                                                                                    | f                                                                                    | g                                                                                    | h                                                                                    |   |
| - | ------------------------------------------------------------------------------------ | ------------------------------------------------------------------------------------ | ------------------------------------------------------------------------------------ | ------------------------------------------------------------------------------------ | ------------------------------------------------------------------------------------ | ------------------------------------------------------------------------------------ | ------------------------------------------------------------------------------------ | ------------------------------------------------------------------------------------ | - |
| 8 | f5 чёрная пешка · h5 белый слон · h4 белый слон · g3 белый король · h1 чёрный король | f5 чёрная пешка · h5 белый слон · h4 белый слон · g3 белый король · h1 чёрный король | f5 чёрная пешка · h5 белый слон · h4 белый слон · g3 белый король · h1 чёрный король | f5 чёрная пешка · h5 белый слон · h4 белый слон · g3 белый король · h1 чёрный король | f5 чёрная пешка · h5 белый слон · h4 белый слон · g3 белый король · h1 чёрный король | f5 чёрная пешка · h5 белый слон · h4 белый слон · g3 белый король · h1 чёрный король | f5 чёрная пешка · h5 белый слон · h4 белый слон · g3 белый король · h1 чёрный король | f5 чёрная пешка · h5 белый слон · h4 белый слон · g3 белый король · h1 чёрный король | 8 |
| 7 | f5 чёрная пешка · h5 белый слон · h4 белый слон · g3 белый король · h1 чёрный король | f5 чёрная пешка · h5 белый слон · h4 белый слон · g3 белый король · h1 чёрный король | f5 чёрная пешка · h5 белый слон · h4 белый слон · g3 белый король · h1 чёрный король | f5 чёрная пешка · h5 белый слон · h4 белый слон · g3 белый король · h1 чёрный король | f5 чёрная пешка · h5 белый слон · h4 белый слон · g3 белый король · h1 чёрный король | f5 чёрная пешка · h5 белый слон · h4 белый слон · g3 белый король · h1 чёрный король | f5 чёрная пешка · h5 белый слон · h4 белый слон · g3 белый король · h1 чёрный король | f5 чёрная пешка · h5 белый слон · h4 белый слон · g3 белый король · h1 чёрный король | 7 |
| 6 | f5 чёрная пешка · h5 белый слон · h4 белый слон · g3 белый король · h1 чёрный король | f5 чёрная пешка · h5 белый слон · h4 белый слон · g3 белый король · h1 чёрный король | f5 чёрная пешка · h5 белый слон · h4 белый слон · g3 белый король · h1 чёрный король | f5 чёрная пешка · h5 белый слон · h4 белый слон · g3 белый король · h1 чёрный король | f5 чёрная пешка · h5 белый слон · h4 белый слон · g3 белый король · h1 чёрный король | f5 чёрная пешка · h5 белый слон · h4 белый слон · g3 белый король · h1 чёрный король | f5 чёрная пешка · h5 белый слон · h4 белый слон · g3 белый король · h1 чёрный король | f5 чёрная пешка · h5 белый слон · h4 белый слон · g3 белый король · h1 чёрный король | 6 |
| 5 | f5 чёрная пешка · h5 белый слон · h4 белый слон · g3 белый король · h1 чёрный король | f5 чёрная пешка · h5 белый слон · h4 белый слон · g3 белый король · h1 чёрный король | f5 чёрная пешка · h5 белый слон · h4 белый слон · g3 белый король · h1 чёрный король | f5 чёрная пешка · h5 белый слон · h4 белый слон · g3 белый король · h1 чёрный король | f5 чёрная пешка · h5 белый слон · h4 белый слон · g3 белый король · h1 чёрный король | f5 чёрная пешка · h5 белый слон · h4 белый слон · g3 белый король · h1 чёрный король | f5 чёрная пешка · h5 белый слон · h4 белый слон · g3 белый король · h1 чёрный король | f5 чёрная пешка · h5 белый слон · h4 белый слон · g3 белый король · h1 чёрный король | 5 |
| 4 | f5 чёрная пешка · h5 белый слон · h4 белый слон · g3 белый король · h1 чёрный король | f5 чёрная пешка · h5 белый слон · h4 белый слон · g3 белый король · h1 чёрный король | f5 чёрная пешка · h5 белый слон · h4 белый слон · g3 белый король · h1 чёрный король | f5 чёрная пешка · h5 белый слон · h4 белый слон · g3 белый король · h1 чёрный король | f5 чёрная пешка · h5 белый слон · h4 белый слон · g3 белый король · h1 чёрный король | f5 чёрная пешка · h5 белый слон · h4 белый слон · g3 белый король · h1 чёрный король | f5 чёрная пешка · h5 белый слон · h4 белый слон · g3 белый король · h1 чёрный король | f5 чёрная пешка · h5 белый слон · h4 белый слон · g3 белый король · h1 чёрный король | 4 |
| 3 | f5 чёрная пешка · h5 белый слон · h4 белый слон · g3 белый король · h1 чёрный король | f5 чёрная пешка · h5 белый слон · h4 белый слон · g3 белый король · h1 чёрный король | f5 чёрная пешка · h5 белый слон · h4 белый слон · g3 белый король · h1 чёрный король | f5 чёрная пешка · h5 белый слон · h4 белый слон · g3 белый король · h1 чёрный король | f5 чёрная пешка · h5 белый слон · h4 белый слон · g3 белый король · h1 чёрный король | f5 чёрная пешка · h5 белый слон · h4 белый слон · g3 белый король · h1 чёрный король | f5 чёрная пешка · h5 белый слон · h4 белый слон · g3 белый король · h1 чёрный король | f5 чёрная пешка · h5 белый слон · h4 белый слон · g3 белый король · h1 чёрный король | 3 |
| 2 | f5 чёрная пешка · h5 белый слон · h4 белый слон · g3 белый король · h1 чёрный король | f5 чёрная пешка · h5 белый слон · h4 белый слон · g3 белый король · h1 чёрный король | f5 чёрная пешка · h5 белый слон · h4 белый слон · g3 белый король · h1 чёрный король | f5 чёрная пешка · h5 белый слон · h4 белый слон · g3 белый король · h1 чёрный король | f5 чёрная пешка · h5 белый слон · h4 белый слон · g3 белый король · h1 чёрный король | f5 чёрная пешка · h5 белый слон · h4 белый слон · g3 белый король · h1 чёрный король | f5 чёрная пешка · h5 белый слон · h4 белый слон · g3 белый король · h1 чёрный король | f5 чёрная пешка · h5 белый слон · h4 белый слон · g3 белый король · h1 чёрный король | 2 |
| 1 | f5 чёрная пешка · h5 белый слон · h4 белый слон · g3 белый король · h1 чёрный король | f5 чёрная пешка · h5 белый слон · h4 белый слон · g3 белый король · h1 чёрный король | f5 чёрная пешка · h5 белый слон · h4 белый слон · g3 белый король · h1 чёрный король | f5 чёрная пешка · h5 белый слон · h4 белый слон · g3 белый король · h1 чёрный король | f5 чёрная пешка · h5 белый слон · h4 белый слон · g3 белый король · h1 чёрный король | f5 чёрная пешка · h5 белый слон · h4 белый слон · g3 белый король · h1 чёрный король | f5 чёрная пешка · h5 белый слон · h4 белый слон · g3 белый король · h1 чёрный король | f5 чёрная пешка · h5 белый слон · h4 белый слон · g3 белый король · h1 чёрный король | 1 |
|   | a                                                                                    | b                                                                                    | c                                                                                    | d                                                                                    | e                                                                                    | f                                                                                    | g                                                                                    | h                                                                                    |   |

Решение:

1. Kpf2! Kph2 2. Cg3+ Kph3 3. Kpf3 f4 4. Cg4#,

1…f4 2. Сf3+ Kph2 3. Сg2 f3 4. Сg3#.
Два точных эхо-хамелеонных мата.
Задача-малютка с правильными матами.
|   | a | b | c | d | e | f | g | h |   |
| - | --- | --- | --- | --- | --- | --- | --- | --- | - |
| 8 | b8 чёрный конь · d8 чёрная ладья · h8 чёрный слон · b7 белый конь · f7 чёрная пешка · b6 чёрная пешка · h6 белая ладья · d5 чёрный король · f5 белый король · a4 белый слон · b4 белая ладья · e4 чёрная пешка · f4 белая пешка · g4 белый конь · h4 чёрная пешка · h3 чёрная ладья · g1 белый слон | b8 чёрный конь · d8 чёрная ладья · h8 чёрный слон · b7 белый конь · f7 чёрная пешка · b6 чёрная пешка · h6 белая ладья · d5 чёрный король · f5 белый король · a4 белый слон · b4 белая ладья · e4 чёрная пешка · f4 белая пешка · g4 белый конь · h4 чёрная пешка · h3 чёрная ладья · g1 белый слон | b8 чёрный конь · d8 чёрная ладья · h8 чёрный слон · b7 белый конь · f7 чёрная пешка · b6 чёрная пешка · h6 белая ладья · d5 чёрный король · f5 белый король · a4 белый слон · b4 белая ладья · e4 чёрная пешка · f4 белая пешка · g4 белый конь · h4 чёрная пешка · h3 чёрная ладья · g1 белый слон | b8 чёрный конь · d8 чёрная ладья · h8 чёрный слон · b7 белый конь · f7 чёрная пешка · b6 чёрная пешка · h6 белая ладья · d5 чёрный король · f5 белый король · a4 белый слон · b4 белая ладья · e4 чёрная пешка · f4 белая пешка · g4 белый конь · h4 чёрная пешка · h3 чёрная ладья · g1 белый слон | b8 чёрный конь · d8 чёрная ладья · h8 чёрный слон · b7 белый конь · f7 чёрная пешка · b6 чёрная пешка · h6 белая ладья · d5 чёрный король · f5 белый король · a4 белый слон · b4 белая ладья · e4 чёрная пешка · f4 белая пешка · g4 белый конь · h4 чёрная пешка · h3 чёрная ладья · g1 белый слон | b8 чёрный конь · d8 чёрная ладья · h8 чёрный слон · b7 белый конь · f7 чёрная пешка · b6 чёрная пешка · h6 белая ладья · d5 чёрный король · f5 белый король · a4 белый слон · b4 белая ладья · e4 чёрная пешка · f4 белая пешка · g4 белый конь · h4 чёрная пешка · h3 чёрная ладья · g1 белый слон | b8 чёрный конь · d8 чёрная ладья · h8 чёрный слон · b7 белый конь · f7 чёрная пешка · b6 чёрная пешка · h6 белая ладья · d5 чёрный король · f5 белый король · a4 белый слон · b4 белая ладья · e4 чёрная пешка · f4 белая пешка · g4 белый конь · h4 чёрная пешка · h3 чёрная ладья · g1 белый слон | b8 чёрный конь · d8 чёрная ладья · h8 чёрный слон · b7 белый конь · f7 чёрная пешка · b6 чёрная пешка · h6 белая ладья · d5 чёрный король · f5 белый король · a4 белый слон · b4 белая ладья · e4 чёрная пешка · f4 белая пешка · g4 белый конь · h4 чёрная пешка · h3 чёрная ладья · g1 белый слон | 8 |
| 7 | b8 чёрный конь · d8 чёрная ладья · h8 чёрный слон · b7 белый конь · f7 чёрная пешка · b6 чёрная пешка · h6 белая ладья · d5 чёрный король · f5 белый король · a4 белый слон · b4 белая ладья · e4 чёрная пешка · f4 белая пешка · g4 белый конь · h4 чёрная пешка · h3 чёрная ладья · g1 белый слон | b8 чёрный конь · d8 чёрная ладья · h8 чёрный слон · b7 белый конь · f7 чёрная пешка · b6 чёрная пешка · h6 белая ладья · d5 чёрный король · f5 белый король · a4 белый слон · b4 белая ладья · e4 чёрная пешка · f4 белая пешка · g4 белый конь · h4 чёрная пешка · h3 чёрная ладья · g1 белый слон | b8 чёрный конь · d8 чёрная ладья · h8 чёрный слон · b7 белый конь · f7 чёрная пешка · b6 чёрная пешка · h6 белая ладья · d5 чёрный король · f5 белый король · a4 белый слон · b4 белая ладья · e4 чёрная пешка · f4 белая пешка · g4 белый конь · h4 чёрная пешка · h3 чёрная ладья · g1 белый слон | b8 чёрный конь · d8 чёрная ладья · h8 чёрный слон · b7 белый конь · f7 чёрная пешка · b6 чёрная пешка · h6 белая ладья · d5 чёрный король · f5 белый король · a4 белый слон · b4 белая ладья · e4 чёрная пешка · f4 белая пешка · g4 белый конь · h4 чёрная пешка · h3 чёрная ладья · g1 белый слон | b8 чёрный конь · d8 чёрная ладья · h8 чёрный слон · b7 белый конь · f7 чёрная пешка · b6 чёрная пешка · h6 белая ладья · d5 чёрный король · f5 белый король · a4 белый слон · b4 белая ладья · e4 чёрная пешка · f4 белая пешка · g4 белый конь · h4 чёрная пешка · h3 чёрная ладья · g1 белый слон | b8 чёрный конь · d8 чёрная ладья · h8 чёрный слон · b7 белый конь · f7 чёрная пешка · b6 чёрная пешка · h6 белая ладья · d5 чёрный король · f5 белый король · a4 белый слон · b4 белая ладья · e4 чёрная пешка · f4 белая пешка · g4 белый конь · h4 чёрная пешка · h3 чёрная ладья · g1 белый слон | b8 чёрный конь · d8 чёрная ладья · h8 чёрный слон · b7 белый конь · f7 чёрная пешка · b6 чёрная пешка · h6 белая ладья · d5 чёрный король · f5 белый король · a4 белый слон · b4 белая ладья · e4 чёрная пешка · f4 белая пешка · g4 белый конь · h4 чёрная пешка · h3 чёрная ладья · g1 белый слон | b8 чёрный конь · d8 чёрная ладья · h8 чёрный слон · b7 белый конь · f7 чёрная пешка · b6 чёрная пешка · h6 белая ладья · d5 чёрный король · f5 белый король · a4 белый слон · b4 белая ладья · e4 чёрная пешка · f4 белая пешка · g4 белый конь · h4 чёрная пешка · h3 чёрная ладья · g1 белый слон | 7 |
| 6 | b8 чёрный конь · d8 чёрная ладья · h8 чёрный слон · b7 белый конь · f7 чёрная пешка · b6 чёрная пешка · h6 белая ладья · d5 чёрный король · f5 белый король · a4 белый слон · b4 белая ладья · e4 чёрная пешка · f4 белая пешка · g4 белый конь · h4 чёрная пешка · h3 чёрная ладья · g1 белый слон | b8 чёрный конь · d8 чёрная ладья · h8 чёрный слон · b7 белый конь · f7 чёрная пешка · b6 чёрная пешка · h6 белая ладья · d5 чёрный король · f5 белый король · a4 белый слон · b4 белая ладья · e4 чёрная пешка · f4 белая пешка · g4 белый конь · h4 чёрная пешка · h3 чёрная ладья · g1 белый слон | b8 чёрный конь · d8 чёрная ладья · h8 чёрный слон · b7 белый конь · f7 чёрная пешка · b6 чёрная пешка · h6 белая ладья · d5 чёрный король · f5 белый король · a4 белый слон · b4 белая ладья · e4 чёрная пешка · f4 белая пешка · g4 белый конь · h4 чёрная пешка · h3 чёрная ладья · g1 белый слон | b8 чёрный конь · d8 чёрная ладья · h8 чёрный слон · b7 белый конь · f7 чёрная пешка · b6 чёрная пешка · h6 белая ладья · d5 чёрный король · f5 белый король · a4 белый слон · b4 белая ладья · e4 чёрная пешка · f4 белая пешка · g4 белый конь · h4 чёрная пешка · h3 чёрная ладья · g1 белый слон | b8 чёрный конь · d8 чёрная ладья · h8 чёрный слон · b7 белый конь · f7 чёрная пешка · b6 чёрная пешка · h6 белая ладья · d5 чёрный король · f5 белый король · a4 белый слон · b4 белая ладья · e4 чёрная пешка · f4 белая пешка · g4 белый конь · h4 чёрная пешка · h3 чёрная ладья · g1 белый слон | b8 чёрный конь · d8 чёрная ладья · h8 чёрный слон · b7 белый конь · f7 чёрная пешка · b6 чёрная пешка · h6 белая ладья · d5 чёрный король · f5 белый король · a4 белый слон · b4 белая ладья · e4 чёрная пешка · f4 белая пешка · g4 белый конь · h4 чёрная пешка · h3 чёрная ладья · g1 белый слон | b8 чёрный конь · d8 чёрная ладья · h8 чёрный слон · b7 белый конь · f7 чёрная пешка · b6 чёрная пешка · h6 белая ладья · d5 чёрный король · f5 белый король · a4 белый слон · b4 белая ладья · e4 чёрная пешка · f4 белая пешка · g4 белый конь · h4 чёрная пешка · h3 чёрная ладья · g1 белый слон | b8 чёрный конь · d8 чёрная ладья · h8 чёрный слон · b7 белый конь · f7 чёрная пешка · b6 чёрная пешка · h6 белая ладья · d5 чёрный король · f5 белый король · a4 белый слон · b4 белая ладья · e4 чёрная пешка · f4 белая пешка · g4 белый конь · h4 чёрная пешка · h3 чёрная ладья · g1 белый слон | 6 |
| 5 | b8 чёрный конь · d8 чёрная ладья · h8 чёрный слон · b7 белый конь · f7 чёрная пешка · b6 чёрная пешка · h6 белая ладья · d5 чёрный король · f5 белый король · a4 белый слон · b4 белая ладья · e4 чёрная пешка · f4 белая пешка · g4 белый конь · h4 чёрная пешка · h3 чёрная ладья · g1 белый слон | b8 чёрный конь · d8 чёрная ладья · h8 чёрный слон · b7 белый конь · f7 чёрная пешка · b6 чёрная пешка · h6 белая ладья · d5 чёрный король · f5 белый король · a4 белый слон · b4 белая ладья · e4 чёрная пешка · f4 белая пешка · g4 белый конь · h4 чёрная пешка · h3 чёрная ладья · g1 белый слон | b8 чёрный конь · d8 чёрная ладья · h8 чёрный слон · b7 белый конь · f7 чёрная пешка · b6 чёрная пешка · h6 белая ладья · d5 чёрный король · f5 белый король · a4 белый слон · b4 белая ладья · e4 чёрная пешка · f4 белая пешка · g4 белый конь · h4 чёрная пешка · h3 чёрная ладья · g1 белый слон | b8 чёрный конь · d8 чёрная ладья · h8 чёрный слон · b7 белый конь · f7 чёрная пешка · b6 чёрная пешка · h6 белая ладья · d5 чёрный король · f5 белый король · a4 белый слон · b4 белая ладья · e4 чёрная пешка · f4 белая пешка · g4 белый конь · h4 чёрная пешка · h3 чёрная ладья · g1 белый слон | b8 чёрный конь · d8 чёрная ладья · h8 чёрный слон · b7 белый конь · f7 чёрная пешка · b6 чёрная пешка · h6 белая ладья · d5 чёрный король · f5 белый король · a4 белый слон · b4 белая ладья · e4 чёрная пешка · f4 белая пешка · g4 белый конь · h4 чёрная пешка · h3 чёрная ладья · g1 белый слон | b8 чёрный конь · d8 чёрная ладья · h8 чёрный слон · b7 белый конь · f7 чёрная пешка · b6 чёрная пешка · h6 белая ладья · d5 чёрный король · f5 белый король · a4 белый слон · b4 белая ладья · e4 чёрная пешка · f4 белая пешка · g4 белый конь · h4 чёрная пешка · h3 чёрная ладья · g1 белый слон | b8 чёрный конь · d8 чёрная ладья · h8 чёрный слон · b7 белый конь · f7 чёрная пешка · b6 чёрная пешка · h6 белая ладья · d5 чёрный король · f5 белый король · a4 белый слон · b4 белая ладья · e4 чёрная пешка · f4 белая пешка · g4 белый конь · h4 чёрная пешка · h3 чёрная ладья · g1 белый слон | b8 чёрный конь · d8 чёрная ладья · h8 чёрный слон · b7 белый конь · f7 чёрная пешка · b6 чёрная пешка · h6 белая ладья · d5 чёрный король · f5 белый король · a4 белый слон · b4 белая ладья · e4 чёрная пешка · f4 белая пешка · g4 белый конь · h4 чёрная пешка · h3 чёрная ладья · g1 белый слон | 5 |
| 4 | b8 чёрный конь · d8 чёрная ладья · h8 чёрный слон · b7 белый конь · f7 чёрная пешка · b6 чёрная пешка · h6 белая ладья · d5 чёрный король · f5 белый король · a4 белый слон · b4 белая ладья · e4 чёрная пешка · f4 белая пешка · g4 белый конь · h4 чёрная пешка · h3 чёрная ладья · g1 белый слон | b8 чёрный конь · d8 чёрная ладья · h8 чёрный слон · b7 белый конь · f7 чёрная пешка · b6 чёрная пешка · h6 белая ладья · d5 чёрный король · f5 белый король · a4 белый слон · b4 белая ладья · e4 чёрная пешка · f4 белая пешка · g4 белый конь · h4 чёрная пешка · h3 чёрная ладья · g1 белый слон | b8 чёрный конь · d8 чёрная ладья · h8 чёрный слон · b7 белый конь · f7 чёрная пешка · b6 чёрная пешка · h6 белая ладья · d5 чёрный король · f5 белый король · a4 белый слон · b4 белая ладья · e4 чёрная пешка · f4 белая пешка · g4 белый конь · h4 чёрная пешка · h3 чёрная ладья · g1 белый слон | b8 чёрный конь · d8 чёрная ладья · h8 чёрный слон · b7 белый конь · f7 чёрная пешка · b6 чёрная пешка · h6 белая ладья · d5 чёрный король · f5 белый король · a4 белый слон · b4 белая ладья · e4 чёрная пешка · f4 белая пешка · g4 белый конь · h4 чёрная пешка · h3 чёрная ладья · g1 белый слон | b8 чёрный конь · d8 чёрная ладья · h8 чёрный слон · b7 белый конь · f7 чёрная пешка · b6 чёрная пешка · h6 белая ладья · d5 чёрный король · f5 белый король · a4 белый слон · b4 белая ладья · e4 чёрная пешка · f4 белая пешка · g4 белый конь · h4 чёрная пешка · h3 чёрная ладья · g1 белый слон | b8 чёрный конь · d8 чёрная ладья · h8 чёрный слон · b7 белый конь · f7 чёрная пешка · b6 чёрная пешка · h6 белая ладья · d5 чёрный король · f5 белый король · a4 белый слон · b4 белая ладья · e4 чёрная пешка · f4 белая пешка · g4 белый конь · h4 чёрная пешка · h3 чёрная ладья · g1 белый слон | b8 чёрный конь · d8 чёрная ладья · h8 чёрный слон · b7 белый конь · f7 чёрная пешка · b6 чёрная пешка · h6 белая ладья · d5 чёрный король · f5 белый король · a4 белый слон · b4 белая ладья · e4 чёрная пешка · f4 белая пешка · g4 белый конь · h4 чёрная пешка · h3 чёрная ладья · g1 белый слон | b8 чёрный конь · d8 чёрная ладья · h8 чёрный слон · b7 белый конь · f7 чёрная пешка · b6 чёрная пешка · h6 белая ладья · d5 чёрный король · f5 белый король · a4 белый слон · b4 белая ладья · e4 чёрная пешка · f4 белая пешка · g4 белый конь · h4 чёрная пешка · h3 чёрная ладья · g1 белый слон | 4 |
| 3 | b8 чёрный конь · d8 чёрная ладья · h8 чёрный слон · b7 белый конь · f7 чёрная пешка · b6 чёрная пешка · h6 белая ладья · d5 чёрный король · f5 белый король · a4 белый слон · b4 белая ладья · e4 чёрная пешка · f4 белая пешка · g4 белый конь · h4 чёрная пешка · h3 чёрная ладья · g1 белый слон | b8 чёрный конь · d8 чёрная ладья · h8 чёрный слон · b7 белый конь · f7 чёрная пешка · b6 чёрная пешка · h6 белая ладья · d5 чёрный король · f5 белый король · a4 белый слон · b4 белая ладья · e4 чёрная пешка · f4 белая пешка · g4 белый конь · h4 чёрная пешка · h3 чёрная ладья · g1 белый слон | b8 чёрный конь · d8 чёрная ладья · h8 чёрный слон · b7 белый конь · f7 чёрная пешка · b6 чёрная пешка · h6 белая ладья · d5 чёрный король · f5 белый король · a4 белый слон · b4 белая ладья · e4 чёрная пешка · f4 белая пешка · g4 белый конь · h4 чёрная пешка · h3 чёрная ладья · g1 белый слон | b8 чёрный конь · d8 чёрная ладья · h8 чёрный слон · b7 белый конь · f7 чёрная пешка · b6 чёрная пешка · h6 белая ладья · d5 чёрный король · f5 белый король · a4 белый слон · b4 белая ладья · e4 чёрная пешка · f4 белая пешка · g4 белый конь · h4 чёрная пешка · h3 чёрная ладья · g1 белый слон | b8 чёрный конь · d8 чёрная ладья · h8 чёрный слон · b7 белый конь · f7 чёрная пешка · b6 чёрная пешка · h6 белая ладья · d5 чёрный король · f5 белый король · a4 белый слон · b4 белая ладья · e4 чёрная пешка · f4 белая пешка · g4 белый конь · h4 чёрная пешка · h3 чёрная ладья · g1 белый слон | b8 чёрный конь · d8 чёрная ладья · h8 чёрный слон · b7 белый конь · f7 чёрная пешка · b6 чёрная пешка · h6 белая ладья · d5 чёрный король · f5 белый король · a4 белый слон · b4 белая ладья · e4 чёрная пешка · f4 белая пешка · g4 белый конь · h4 чёрная пешка · h3 чёрная ладья · g1 белый слон | b8 чёрный конь · d8 чёрная ладья · h8 чёрный слон · b7 белый конь · f7 чёрная пешка · b6 чёрная пешка · h6 белая ладья · d5 чёрный король · f5 белый король · a4 белый слон · b4 белая ладья · e4 чёрная пешка · f4 белая пешка · g4 белый конь · h4 чёрная пешка · h3 чёрная ладья · g1 белый слон | b8 чёрный конь · d8 чёрная ладья · h8 чёрный слон · b7 белый конь · f7 чёрная пешка · b6 чёрная пешка · h6 белая ладья · d5 чёрный король · f5 белый король · a4 белый слон · b4 белая ладья · e4 чёрная пешка · f4 белая пешка · g4 белый конь · h4 чёрная пешка · h3 чёрная ладья · g1 белый слон | 3 |
| 2 | b8 чёрный конь · d8 чёрная ладья · h8 чёрный слон · b7 белый конь · f7 чёрная пешка · b6 чёрная пешка · h6 белая ладья · d5 чёрный король · f5 белый король · a4 белый слон · b4 белая ладья · e4 чёрная пешка · f4 белая пешка · g4 белый конь · h4 чёрная пешка · h3 чёрная ладья · g1 белый слон | b8 чёрный конь · d8 чёрная ладья · h8 чёрный слон · b7 белый конь · f7 чёрная пешка · b6 чёрная пешка · h6 белая ладья · d5 чёрный король · f5 белый король · a4 белый слон · b4 белая ладья · e4 чёрная пешка · f4 белая пешка · g4 белый конь · h4 чёрная пешка · h3 чёрная ладья · g1 белый слон | b8 чёрный конь · d8 чёрная ладья · h8 чёрный слон · b7 белый конь · f7 чёрная пешка · b6 чёрная пешка · h6 белая ладья · d5 чёрный король · f5 белый король · a4 белый слон · b4 белая ладья · e4 чёрная пешка · f4 белая пешка · g4 белый конь · h4 чёрная пешка · h3 чёрная ладья · g1 белый слон | b8 чёрный конь · d8 чёрная ладья · h8 чёрный слон · b7 белый конь · f7 чёрная пешка · b6 чёрная пешка · h6 белая ладья · d5 чёрный король · f5 белый король · a4 белый слон · b4 белая ладья · e4 чёрная пешка · f4 белая пешка · g4 белый конь · h4 чёрная пешка · h3 чёрная ладья · g1 белый слон | b8 чёрный конь · d8 чёрная ладья · h8 чёрный слон · b7 белый конь · f7 чёрная пешка · b6 чёрная пешка · h6 белая ладья · d5 чёрный король · f5 белый король · a4 белый слон · b4 белая ладья · e4 чёрная пешка · f4 белая пешка · g4 белый конь · h4 чёрная пешка · h3 чёрная ладья · g1 белый слон | b8 чёрный конь · d8 чёрная ладья · h8 чёрный слон · b7 белый конь · f7 чёрная пешка · b6 чёрная пешка · h6 белая ладья · d5 чёрный король · f5 белый король · a4 белый слон · b4 белая ладья · e4 чёрная пешка · f4 белая пешка · g4 белый конь · h4 чёрная пешка · h3 чёрная ладья · g1 белый слон | b8 чёрный конь · d8 чёрная ладья · h8 чёрный слон · b7 белый конь · f7 чёрная пешка · b6 чёрная пешка · h6 белая ладья · d5 чёрный король · f5 белый король · a4 белый слон · b4 белая ладья · e4 чёрная пешка · f4 белая пешка · g4 белый конь · h4 чёрная пешка · h3 чёрная ладья · g1 белый слон | b8 чёрный конь · d8 чёрная ладья · h8 чёрный слон · b7 белый конь · f7 чёрная пешка · b6 чёрная пешка · h6 белая ладья · d5 чёрный король · f5 белый король · a4 белый слон · b4 белая ладья · e4 чёрная пешка · f4 белая пешка · g4 белый конь · h4 чёрная пешка · h3 чёрная ладья · g1 белый слон | 2 |
| 1 | b8 чёрный конь · d8 чёрная ладья · h8 чёрный слон · b7 белый конь · f7 чёрная пешка · b6 чёрная пешка · h6 белая ладья · d5 чёрный король · f5 белый король · a4 белый слон · b4 белая ладья · e4 чёрная пешка · f4 белая пешка · g4 белый конь · h4 чёрная пешка · h3 чёрная ладья · g1 белый слон | b8 чёрный конь · d8 чёрная ладья · h8 чёрный слон · b7 белый конь · f7 чёрная пешка · b6 чёрная пешка · h6 белая ладья · d5 чёрный король · f5 белый король · a4 белый слон · b4 белая ладья · e4 чёрная пешка · f4 белая пешка · g4 белый конь · h4 чёрная пешка · h3 чёрная ладья · g1 белый слон | b8 чёрный конь · d8 чёрная ладья · h8 чёрный слон · b7 белый конь · f7 чёрная пешка · b6 чёрная пешка · h6 белая ладья · d5 чёрный король · f5 белый король · a4 белый слон · b4 белая ладья · e4 чёрная пешка · f4 белая пешка · g4 белый конь · h4 чёрная пешка · h3 чёрная ладья · g1 белый слон | b8 чёрный конь · d8 чёрная ладья · h8 чёрный слон · b7 белый конь · f7 чёрная пешка · b6 чёрная пешка · h6 белая ладья · d5 чёрный король · f5 белый король · a4 белый слон · b4 белая ладья · e4 чёрная пешка · f4 белая пешка · g4 белый конь · h4 чёрная пешка · h3 чёрная ладья · g1 белый слон | b8 чёрный конь · d8 чёрная ладья · h8 чёрный слон · b7 белый конь · f7 чёрная пешка · b6 чёрная пешка · h6 белая ладья · d5 чёрный король · f5 белый король · a4 белый слон · b4 белая ладья · e4 чёрная пешка · f4 белая пешка · g4 белый конь · h4 чёрная пешка · h3 чёрная ладья · g1 белый слон | b8 чёрный конь · d8 чёрная ладья · h8 чёрный слон · b7 белый конь · f7 чёрная пешка · b6 чёрная пешка · h6 белая ладья · d5 чёрный король · f5 белый король · a4 белый слон · b4 белая ладья · e4 чёрная пешка · f4 белая пешка · g4 белый конь · h4 чёрная пешка · h3 чёрная ладья · g1 белый слон | b8 чёрный конь · d8 чёрная ладья · h8 чёрный слон · b7 белый конь · f7 чёрная пешка · b6 чёрная пешка · h6 белая ладья · d5 чёрный король · f5 белый король · a4 белый слон · b4 белая ладья · e4 чёрная пешка · f4 белая пешка · g4 белый конь · h4 чёрная пешка · h3 чёрная ладья · g1 белый слон | b8 чёрный конь · d8 чёрная ладья · h8 чёрный слон · b7 белый конь · f7 чёрная пешка · b6 чёрная пешка · h6 белая ладья · d5 чёрный король · f5 белый король · a4 белый слон · b4 белая ладья · e4 чёрная пешка · f4 белая пешка · g4 белый конь · h4 чёрная пешка · h3 чёрная ладья · g1 белый слон | 1 |
|   | a | b | c | d | e | f | g | h |   |

Ложный след:

1. Лf6? угроза 2. Лd4# — вступление и угроза на диагонали h8—a1.

1…e3 2.Cb3#, 1…Лe3 2. K:e3# — защиты и маты на горизонтали h3—a3.

Но 1…Лd3!
Решение:

1. Ce3! угроза 2. Cb3# — вступление и угроза на горизонтали h3—a3, ортогонально-диагональное эхо № 1.

1…f6 2.Лd4#, 1…Сf6 2. К:f6# — защиты и маты на диагонали h8—a1, ортогонально-диагональное эхо № 2.
Подобная комбинация, отдельные части которой принадлежат различным тематическим линиям, получила название «ортогонально-диагональная трансформация» (англ. orthogonal-diagonal transformation, ODT).